# Список эпизодов телесериала «Лютер»
Список эпизодов британского психологического детективного сериала «Лютер». Главного героя сериала, старшего инспектора Джона Лютера, сыграл Идрис Эльба. Телесериал выходил в эфир на канале BBC One с 4 мая 2010 года по 4 января 2019 года. Всего было выпущено 5 сезонов, состоящих из 20 эпизодов.

## Обзор сезонов
| Сезон | Сезон | Эпизоды | Оригинальная дата показа | Оригинальная дата показа |
| Сезон | Сезон | Эпизоды | Премьера сезона          | Финал сезона             |
| ----- | ----- | ------- | ------------------------ | ------------------------ |
|       | 1     | 6       | 4 мая 2010               | 8 июня 2010              |
|       | 2     | 4       | 14 июня 2011             | 5 июля 2011              |
|       | 3     | 4       | 2 июля 2013              | 23 июля 2013             |
|       | 4     | 2       | 15 декабря 2015          | 22 декабря 2015          |
|       | 5     | 4       | 1 января 2019            | 4 января 2019            |

## Список серий

### Сезон 1 (2010)
| № общий | № в сезоне | Название           | Режиссёр     | Автор сценария | Дата премьеры | Зрители в Великобритании (млн) |
| --- | ---------- | ------------------ | ------------ | -------------- | ------------- | ------------------------------ |
| 1 | 1          | «Первый эпизод»    | Брайан Кирк  | Нил Кросс      | 4 мая 2010    | 6.35                           |
| Старший инспектор Джон Лютер, преследуя серийного убийцу Генри Менсона, отказывается спасать его от падения, в результате чего тот впадает в тяжелую кому. За это Лютера отстраняют от работы на несколько месяцев, жена разводится с ним и заводит новые отношения с Марком Нортом, что усугубляет стресс Лютера. Первым делом Лютера после возвращения становится двойное убийство пожилой супружеской пары. Лютер уверен, что это дело рук их дочери — Элис Морган. Лютер ясно представляет, как было совершено преступление, однако против Элис нет ни одной улики. |            |                    |              |                |               |                                |
| 2 | 2          | «Второй эпизод»    | Брайан Кирк  | Нил Кросс      | 11 мая 2010   | 5.80                           |
| Психически неустойчивый бывший морской пехотинец Оуэн Линч начинает без разбора убивать полицейских, пытаясь таким образом добиться освобождения своего отца, тоже военного, получившего пожизненный срок за убийство полицейского. Попытка задержать его заканчивается гибелью группы спецназа. Элис Морган, заинтересовавшись Лютером, начинает преследовать его и его бывшую жену Зоуи. Лютер заставляет угрозами отца Оуэна выдать его местонахождение, и отправляется туда в одиночку.                                                                             |            |                    |              |                |               |                                |
| 3 | 3          | «Третий эпизод»    | Сэм Миллер   | Нил Кросс      | 18 мая 2010   | 4.56                           |
| Серийный убийца с характерным «почерком» похищает и убивает женщин с промежутком в 10 лет. Полиции известно, кто он, однако в прошлый раз им не удалось доказать его вину, и теперь расследование усложнено тем, что подозреваемый предстает перед общественностью жертвой полицейского преследования. Лютер не успевает спасти похищенную женщину, но ему удается заманить преступника в ловушку. Тем временем Генри Менсон приходит в себя в больнице, но пока не в состоянии дать показания против Лютера.                                                           |            |                    |              |                |               |                                |
| 4 | 4          | «Четвёртый эпизод» | Сэм Миллер   | Нил Кросс      | 25 мая 2010   | 4.57                           |
| Серийный убийца, притворяющийся таксистом, душит молодых женщин, всё больше входя во вкус и сокращая промежутки между убийствами. Полиция вычисляет личность преступника, но тот некстати узнаёт об этом и успевает убить любовника своей жены и вызвать проститутку, спасение которой становится первоочередной задачей отдела. Элис Морган, ради Лютера, убивает Генри Менсона. |            |                    |              |                |               |                                |
| 5 | 5          | «Пятый эпизод»     | Стефан Шварц | Нил Кросс      | 1 июня 2010   | 3.61                           |
| В полицию обращается торговец произведениями искусства Джеймс Керрэдус: его жену похитила группа неизвестных с целью выкупа. В качестве выкупа от него требуют бриллианты, которыми он «отмыл» деньги со своих афер. Ситуация осложняется тем, что бриллианты находятся в желудке жены. В деле оказывается замешан коллега и друг Лютера, инспектор Йен Рид. Когда ситуация усугубляется, ему приходится избавляться от свидетелей, в т. ч. и от главаря бандитов, которого он убивает на глазах у Лютера.                                                              |            |                    |              |                |               |                                |
| 6 | 6          | «Шестой эпизод»    | Стефан Шварц | Нил Кросс      | 8 июня 2010   | 4.11                           |
| Окончательно потеряв голову от отчаяния, Рид приходит к Зоуи и ненароком убивает её. В убийстве Зоуи подозревают Лютера, и он пускается в бега, прибегая к помощи Элис, Марка и своего молодого напарника Джастина Рипли, которому пособничество едва не стоит карьеры. В итоге полиция понимает, кто на самом деле виновен в убийстве, но Элис без необходимости убивает Рида. |            |                    |              |                |               |                                |

### Сезон 2 (2011)
| № общий | № в сезоне | Название           | Режиссёр   | Автор сценария | Дата премьеры | Зрители в Великобритании (млн) |
| --- | ---------- | ------------------ | ---------- | -------------- | ------------- | ------------------------------ |
| 7 | 1          | «Первый эпизод»    | Сэм Миллер | Нил Кросс      | 14 июня 2011  | 6.48                           |
| Элис признается в убийстве Йена Рида и Генри Менсона. Тем временем в городе начинается серия убийств девушек, совершаемых неизвестным в маске Панча. К Лютеру обращается его старая знакомая Кэролайн Джонс: она узнала, что её дочь Дженни снимается в некрофилическом порно и просит найти её. |            |                    |            |                |               |                                |
| 8 | 2          | «Второй эпизод»    | Сэм Миллер | Нил Кросс      | 21 июня 2011  | 6.11                           |
| Рипли становится заложником маньяка, но позже ему удаётся бежать. Кэролайн сдаёт Лютера хозяйке Дженни, и она требует от него заставить лицензиата Андрея Колчака, арестованного за торговлю людьми, отказаться давать показания против её внука Тоби Кента, в обмен на то, что они оставят Дженни в покое. |            |                    |            |                |               |                                |
| 9 | 3          | «Третий эпизод»    | Сэм Миллер | Нил Кросс      | 28 июня 2011  | 6.36                           |
| На автозаправке неизвестный мужчина крушит автомобили, оставляет знак на крыше одного из них и нападает на людей. Перед этим он кидает игральные кости. Тоби Кент требует от Лютера добыть список всех активов некоего Майкла Сарояна, угрожая убийством Дженни, которую Джон спрятал у себя в доме. Полиции удаётся взять преступника, после совершённой им бойни в бизнес-центре. Дженни убивает Тоби, ворвавшегося в дом. |            |                    |            |                |               |                                |
| 10 | 4          | «Четвёртый эпизод» | Сэм Миллер | Нил Кросс      | 5 июля 2011   | 6.77                           |
| Дженни с Джоном прячут труп Тоби и избавляются от следов преступления. В торговом центре происходит бойня, перед этим преступник кидает игральные кости. Отдел приходит к выводу, что это братья-близнецы и между ними происходит битва Experience. |            |                    |            |                |               |                                |

### Сезон 3 (2013)
| № общий | № в сезоне | Название           | Режиссёр        | Автор сценария | Дата премьеры | Зрители в Великобритании (млн) |
| --- | ---------- | ------------------ | --------------- | -------------- | ------------- | ------------------------------ |
| 11 | 1          | «Первый эпизод»    | Сэм Миллер      | Нил Кросс      | 2 июля 2013   | 6.43                           |
| В городе появляется маньяк - фетишист. Почерк убийцы совпадает с нераскрытой серией убийств 1982 г. Но сам Джон оказывается подозреваемым в превышении полномочий. Шенк поручает Джону Лютеру расследование убийства киберактивиста Джареда Кесса. Тем временем против Лютера возобновляется служебное расследование, в которое не по своей воле оказывается втянут Рипли.                                                          |            |                    |                 |                |               |                                |
| 12 | 2          | «Второй эпизод»    | Сэм Миллер      | Нил Кросс      | 9 июля 2013   | 5.95                           |
| Встречу Лютера с новой знакомой Марией омрачило сообщение об очередном убийстве. Число жертв маньяка растет. Рипли обвиняет Лютера в том, что он покрывает Кена Барнаби - главного подозреваемого в убийстве Джареда Кесса. Тем временем служебное расследование в отношении детектива продолжается. |            |                    |                 |                |               |                                |
| 13 | 3          | «Третий эпизод»    | Фаррен Блэкбёрн | Нил Кросс      | 16 июля 2013  | 5.57                           |
| В городе проходит серия убийств преступников. После второго убийства маньяк оставляет в интернете сообщение, призывая изменить систему правосудия. Им оказывается архитектор Том Марвуд, у которого 4 года назад убили жену. Вскоре Марвуд похищает Дэниса Хокколина, отсидевшего ранее срок за педофилию и предлагает общественности решить судьбу жертвы.                                                                         |            |                    |                 |                |               |                                |
| 14 | 4          | «Четвёртый эпизод» | Фаррен Блэкбёрн | Нил Кросс      | 23 июля 2013  | 5.96                           |
| Попытка спасти Хокколина оборачивается гибелью Рипли. Марвуд уходит и пытается убить Мэри. Суперинтендант Старк задерживает Лютера по подозрению в сговоре с Марвудом и организации покушения на Мэри. Но неожиданно его спасает Элис Морган. Джон опять вынужден скрываться, но он должен остановить Марвуда, который уже похитил жену тюремного врача Джона Грина, и потребовал от него убить Майла Низича - убийцу жены Марвуда. |            |                    |                 |                |               |                                |

### Сезон 4 (2015)
| № общий | № в сезоне | Название        | Режиссёр   | Автор сценария | Дата премьеры   | Зрители в Великобритании (млн) |
| --- | ---------- | --------------- | ---------- | -------------- | --------------- | ------------------------------ |
| 15 | 1          | «Первый эпизод» | Сэм Миллер | Нил Кросс      | 15 декабря 2015 | 8.19                           |
| Джон Лютер будучи в отпуске, узнаёт о смерти Элис Морган. После этого кто-то проникает в его дом и Лютер решает разобраться в этом. Тем временем происходит страшное убийство: женщину по имени Хлоя Морли убивает неизвестный, замаскировавшийся под её мужа, и съедает её сердце. Самого мужа находят на работе, мёртвого и истерзанного. Рядом лежит бумажник с водительскими правами на имя Джулиана Ли, которого находят мёртвым и без языка. Первый подозреваемый — Рэд Дреслер, но его тело находят без рук и головы. |            |                 |            |                |                 |                                |
| 16 | 2          | «Второй эпизод» | Сэм Миллер | Нил Кросс      | 22 декабря 2015 | 7.64                           |
| Отдел выходит на след Стивена Роуза, но он сбегает и продолжает зверские убийства. Джон предполагает, что Роуз болен синдромом Котара. Тем временем к Лютеру обращается ясновидящая с сообщением от Элис Морган. Инспектор уверен, что она что-то скрывает и задерживает женщину. Лютер также выясняет, что смерть Элис Морган как-то связана с убийством Джонатана Блэка многолетней давности. |            |                 |            |                |                 |                                |

### Сезон 5 (2019)
| № общий | № в сезоне | Название           | Режиссёр    | Автор сценария | Дата премьеры | Зрители в Великобритании (млн) |
| --- | ---------- | ------------------ | ----------- | -------------- | ------------- | ------------------------------ |
| 17 | 1          | «Первый эпизод»    | Джейми Пейн | Нил Кросс      | 1 января 2019 | TBA                            |
| Когда череда, казалось бы, неразборчивых убийств становится всё более дерзкой, Лютер и новобранец ДС Кэтрин Халлидей путаются в клубке зацепок и заблуждений, которые, как представляется, призваны защитить неприкасаемую коррупцию. Ситуация осложняется исчезновением сына старого антагониста Лютера Джорджа Корнелиуса, который считает, что детектив имеет к этому какое-то отношение. |            |                    |             |                |               |                                |
| 18 | 2          | «Второй эпизод»    | Джейми Пейн | Нил Кросс      | 2 января 2019 | TBA                            |
| Лютер вынужден прятать недавно вернувшуюся Элис. Лютер думает, что её воскресение и возвращение в Лондон обусловлены стремлением отомстить Корнелиусу, но её личная миссия вскоре погружает весь мир Лютера в опасность. Более того, Халлидей всё больше уверена, что самоубийство их очевидного серийного убийцы — это не всё, что кажется.                                                 |            |                    |             |                |               |                                |
| 19 | 3          | «Третий эпизод»    | Джейми Пейн | Нил Кросс      | 3 января 2019 | TBA                            |
| Когда Лютер работает над спасением Бенни, Элис добавляет масла в огонь, нанося ответный удар. Лютер вынужден обратиться за помощью к старому другу. Халлидей поразительно понимает убийцу, который преследует столицу. |            |                    |             |                |               |                                |
| 20 | 4          | «Четвёртый эпизод» | Джейми Пейн | Нил Кросс      | 4 января 2019 | TBA                            |
| Лютер вынужден бежать, чтобы спасти остальных от убийцы, решившего завершить свой безумный шедевр. Может ли детектив примириться с проблемами, которые угрожают его карьере, жизни и окружающим? |            |                    |             |                |               |                                |